# 圣母堂 (的里雅斯特)
圣母堂（Santa Maria Maggiore）俗称“耶稣会教堂”（Chiesa dei Gesuiti），是意大利东北部城市的里雅斯特的一座巴洛克风格的天主教堂。这座教堂由耶稣会建于17世纪，自1922年以来改由方济各会管理。

## 位置
该堂位于圣儒斯定山（San Giusto）山脚下的大学街（Via del Collegio），毗邻的里雅斯特老城区附近的圣西尔维斯特堂（San Silvestro）。

## 历史
圣母堂的历史与耶稣会有着密切的联系。1619年，两位耶稣会士若瑟·梅兹勒和额我略·萨拉托来到里雅斯特。由于与的里雅斯特当局的友好关系，耶稣会在很短的时间内发展起来，并且在旁边开办了一所耶稣会学校。不久之后，耶稣会决定建造这座供奉圣母的教堂，这是当时城市最大的宗教建筑。
1627年10月10日，的里雅斯特主教里纳尔多·斯卡利奇奥举行了奠基仪式。工程持续了几十年。1682年10月11日，当的里雅斯特主教雅各伯二世·费迪南多·戈里祖蒂主持祝圣仪式时，屋顶仍未完全建成。同年11月，教堂的木制圆顶被邻居的大火烧毁。当耶稣会在1773年被取缔时，该堂尚未完成。圆顶直到1817年才完工。
据信来自摩德纳的耶稣会士雅各伯·布瑞尼（1589-1649年）在室内设计中占很大份额。建筑的立面在1701年左右完成，可能是特伦托耶稣会士安德肋·波佐（1642-1709）的作品。

## 建筑
中殿的圆形正祭台供奉的是圣母无原罪，建于1672-1717年。在19世纪进行了修复。两侧是四位耶稣会士的大理石雕像：依纳爵·罗耀拉、类思·公撒格、方济玻日亚和方济各·沙勿略。

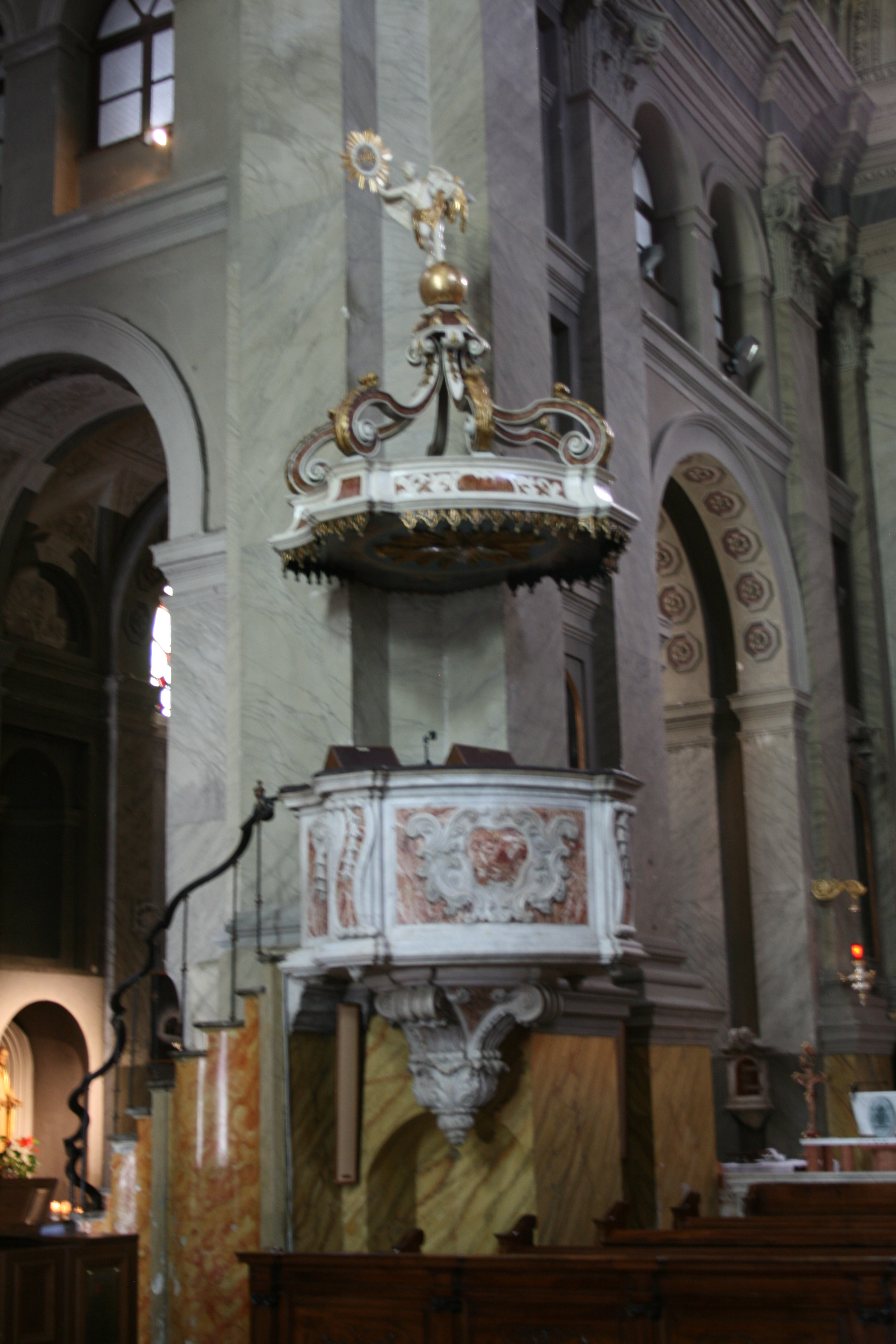